# Southland Tales
Southland Tales ist eine US-amerikanische Komödie aus dem Jahr 2006. Regie bei dem Science-Fiction-Film führte Richard Kelly, der auch das Drehbuch schrieb. Die Hauptrollen spielen Dwayne „The Rock“ Johnson, Seann William Scott und Sarah Michelle Gellar.

## Handlung
Im Jahre 2005 ereignen sich in Texas zwei verheerende nukleare Terroranschläge, die alles bisher dagewesene in den Schatten stellen und Hunderttausende von Toten fordern.
Drei Jahre später kämpfen radikale neomarxistische Widerstandsgruppen aus dem Untergrund heraus gegen einen militarisierten amerikanischen Kontroll- und Überwachungsstaat, im Besonderen gegen die Regierungsorganisation USIDent, die jede Aktivität überwacht und die Bürger bespitzelt. Den Kapitalismus zu vernichten und Gott zu entthronen sind die erklärten Ziele der Neomarxisten.
Der Krieg im Nahen Osten hat derweil Amerikas Zugang zu Öl erheblich eingeschränkt, und so ist die Bedeutung alternativer Energiequellen enorm gestiegen. Da taucht ein mysteriöser Wissenschaftler namens Baron von Westphalen – ein Urenkel von Karl Marx – zusammen mit seinem Team auf und hält den Schlüssel zur Lösung der Energieversorgungsprobleme bereit: Fluid Karma. Gefördert wird die bis dato unbekannte flüssige Substanz aus dem sogenannten Serpent Trench, einem Kanal, der sich einer Schlange gleich unterirdisch um den gesamten Planeten schlängelt. Die Ausdünstungen des Fluid Karma, die sich an der Erdoberfläche mit der Atmosphäre vermischen, erzeugen ein gigantisches kabelloses elektrisches Netz, das alle Maschinen in seiner Reichweite mit Energie versorgt. 
In seiner flüssigen Form wird das Fluid Karma im Irak stationierten Soldaten zu Testzwecken injiziert und ermöglicht es ihnen, untereinander telepathisch zu kommunizieren und in die Vergangenheit und bei langanhaltendem regelmäßigem Konsum auch in die Zukunft zu sehen. Einige wenige Menschen – die sogenannten Natural Bleeders – können auch ohne den Einfluss der Droge einige dieser übersinnlichen Fähigkeiten nutzen.
Boxer Santaros, ein berühmter Actionfilmstar, der ohne Erinnerung an seine Vergangenheit in der Wüste von Nevada erwacht, wird von dem zwielichtigen Fortunio Balducci als Anhalter mitgenommen und mit der ambitionierten Pornodarstellerin Krysta Now bekannt gemacht. Krysta verfügt über hellseherische Fähigkeiten, seit sie an Bord eines Flugzeugs war, das den Lake Mead überflog, in dessen Nähe auch Boxer erwacht ist, und schrieb ein Drehbuch namens The Power, das die letzten drei Tage der Welt vorhersagt.
In der Wüste wird währenddessen ein ausgebranntes Auto mit einer bis zur Unkenntlichkeit verkohlten Leiche entdeckt, die von Treer, der Organisation, hinter der von Westphalen steht, gewaltsam an sich gebracht wird.
Boxer und Krysta fühlen sich sofort voneinander angezogen und verbringen eine gemeinsame Nacht miteinander. Der Actionstar ist jedoch mit Madeline Frost Santaros, der Tochter des einflussreichen Senators Bobby Frost verheiratet. Die Neomarxisten, die in den Besitz von belastenden Sexfotos von Boxer und Krysta gelangen, wollen den Senator damit um eine Million Dollar erpressen und den Ausgang der bevorstehenden Wahl zur Einflussminderung von USIDent beeinflussen.
Boxer und Krysta gelangen schließlich nach Los Angeles, wo sie auf Ronald Taverner treffen, der ebenso wie Boxer an Amnesie leidet, von der Tatsache gequält wird, seit Tagen keinen Stuhlgang mehr gehabt zu haben, und von den Neomarxisten bedrängt wird, sich für seinen Zwillingsbruder Roland auszugeben. Roland, der bei einem Einsatz im Irak unter dem Einfluss von Fluid Karma seinen besten Freund und Kameraden Pilot Abilene aus Versehen mit einer Granate entstellt hat, was er sich selbst nie verzeihen konnte, wird derweil unter Drogen gesetzt und gefangen gehalten, zu seiner eigenen Sicherheit, wie Dion Element und Veronica „Dream“ Mung, die Anführer der Neomarxisten, und Zora Carmichaels Ronald versichern.
Um sich in seine Rolle in The Power, einen Polizisten namens Jericho Cane, einzuarbeiten, begleitet Boxer Ronald mit einer Videokamera, der den Job seines Bruders als UPU2-Cop übernimmt. Ein als Inszenierung geplanter Doppelmord an Dion und Dream gerät unversehens zu einem echten Doppelmord, was Zora von langer Hand geplant hatte, um sich einerseits der in ihren Augen inkompetenten Anführer der Neomarxisten zu entledigen und andererseits an belastendes Videomaterial von Boxer Santaros zu gelangen.
Als das Versteck der Neomarxisten gestürmt wird und Rolands Geiselnehmer getötet werden, kann er in letzter Sekunde fliehen, wird jedoch kurz später erneut von einem Mann namens Walter Mung gefangen genommen.
Zora und ihr Handlanger Bart Bookman werden kurze Zeit später bei der Verfolgung von Krysta, die in den Besitz des kompromittierenden Videobandes des Mordes gelangt ist, von einem Soldaten erschossen. Währenddessen verhindert Ronald einen Selbstmordversuch des jungen Martin Kefauver und versucht, seinen Bruder Roland wieder zu finden.
Nachdem Boxer Santaros von Fortunio, der sich als Handlanger des Barons offenbart hat, betäubt und zu seiner Frau zurückgebracht wurde, treffen sich schließlich fast alle Charaktere des Films auf dem Megazeppelin Jenny von Westphalen, der zu seinem Jungfernflug startet. Dort erfährt Boxer von Simon Theory, Dr. Soberin Exx und Dr. Katharina Kuntzler, die für Treer arbeiten, die Hintergründe seines Gedächtnisverlusts und das Ausmaß der Katastrophe, vor der die Welt steht.
Die von Treer betriebene Förderung des Fluid Karma aus dem Serpent Trench hat die Rotationsgeschwindigkeit des Planeten allmählich ausgebremst, was zu einem Riss in der Raumzeit nahe dem Lake Mead führte. Nach zunächst erfolglosen Experimenten mit Affen wurde Boxer Santaros von Roland Taverner im Auftrag von Baron von Westphalen entführt und durch den Riss gebracht, was beide 69 Minuten in der Zeit zurückreisen ließ und bewirkte, dass die beiden Personen zweifach existierten. Boxers früheres Ich wurde mittels eines ferngesteuerten Selbstzerstörungsmechanismus getötet, Rolands zweites Ich (Ronald) konnte jedoch entkommen. Der direkte Kontakt der beiden Taverner Ichs, die sich ein und dieselbe Seele teilen, würde zu einem Paradoxon führen und könnte die vierte Dimension in sich zusammenbrechen lassen, was das Ende der Welt bedeuten würde.
In Los Angeles sind mittlerweile gewaltsame Straßenkämpfe ausgebrochen. Nach einem Autounfall, bei dem Mung stirbt, kann Roland sich befreien, wird jedoch angeschossen. Er trifft sein zweites Ich, während Martin von dem sterbenden Mung den Auftrag erhält, den Zeppelin mit einem Raketenwerfer zu zerstören. Als sich die Taverners im umgestürzten Eiscremewagen Mungs die Hand reichen, erstrahlt der Truck in hellem Licht, erhebt sich und schwebt dem Himmel entgegen, mit Martin Kefauver und dem Raketenwerfer an Bord.
Im Zeppelin kommt es derweil nach einigen Gesangseinlagen zu einem rituell anmutenden Tanz zwischen Boxer und Krysta, zu dem sich noch Boxers Ehefrau Madeline hinzugesellt. Der Baron macht deutlich, dass er die ganze Zeit über ein falsches Spiel gespielt und die Neomarxisten heimlich unterstützt hat. Diese stürmen währenddessen, angeführt von Fortunio Balducci, die Zentrale von USIDent und töten dabei die Frau des Senators, Nana Mae Frost.
Boxers Jesus-Tätowierung beginnt zu bluten, unmittelbar bevor Martin den Zeppelin vom inzwischen hoch über Los Angeles schwebenden Truck aus mit einer Rakete abschießt und sich anschließend in die Tiefe fallen lässt.
Roland wird von seinem zweiten Ich, durch das Pilot Abilene unter dem Einfluss von Fluid Karma telepathisch mit ihm spricht, der Vorfall im Irak vergeben. Der Film endet, ohne explizit zu zeigen, ob es tatsächlich zu der befürchteten Apokalypse kommt oder ob mit Roland Taverner ein neuer Messias geboren und eine neue Welt erschaffen wurde.

## Entstehungsgeschichte
Richard Kelly begann nach der Premiere seines Aufsehen erregenden Independentfilms Donnie Darko auf dem Sundance Film Festival im Juli 2001, an der Geschichte von Southland Tales zu arbeiten. Dabei wurde er von Filmen wie Rattennest (1955), Dr. Seltsam oder: Wie ich lernte, die Bombe zu lieben (1964), Brazil (1985) und Pulp Fiction (1994) beeinflusst. Nach den Terroranschlägen am 11. September 2001 und dem Beginn des Irakkrieges schrieb er die Geschichte um, um auch politische Aspekte in den Film einzubringen. Kelly bezeichnete den Film in einem Interview als „eine schwarze Komödie über das Ende der Welt“.
Die Dreharbeiten, die an Originalschauplätzen in Los Angeles sowie in Middlesex in New Jersey stattfanden, begannen am 15. August 2005 und endeten am 28. Oktober 2005. Die Produktionskosten betrugen 15 Millionen US-Dollar.
Der bekannte Musiker und Sänger Moby komponierte die Musik zum Film. Am 20. September 2005 erschien der langerwartete Trailer auf der Internetseite Firstshowing.

## Rezeption
Die Uraufführung fand am 21. Mai 2006 im Rahmen des Wettbewerbs bei den Filmfestspielen von Cannes statt. Kritiker bewerteten den Film überwiegend negativ und unterstellten ihm Sinnlosigkeit. Jan Schulz-Ojala schrieb im Tagesspiegel vom 22. Mai 2006, der Film wäre eine „laue Polit-Porno-Science-Fiction-Satire“.
Kelly erstellte daraufhin eine neue Schnittfassung des Films, die gegenüber der ursprünglichen Fassung um zwanzig Minuten gekürzt ist.
Southland Tales war ursprünglich als neunteiliges „interaktives Erlebnis“ geplant, wobei die ersten sechs Teile als sechs jeweils hundertseitige Comicbände veröffentlicht werden sollten und der Film die letzten drei Kapitel enthalten würde. Auch eine Website wurde erstellt, die die Hintergründe der Comicbände und des Films miteinander verflechten und vertiefen sollte. Die Anzahl der Bände wurde später jedoch auf drei reduziert. Diese Comicbände erzählen die Vorgeschichte von Southland Tales, an die der Film nahtlos anknüpft und wurden von Richard Kelly geschrieben und von Brett Weldele illustriert. Die Titel lauten im Einzelnen wie folgt:
- Part One: Two Roads Diverged (Mai 2006)
- Part Two: Fingerprints (September 2006)
- Part Three: The Mechanicals (Januar 2007)

Die drei Bände sind auch als Sammelband unter dem Titel The Prequel Saga erschienen.
Die Titel der Teile aus dem Film sind:
- Part Four: Temptation Waits
- Part Five: Memory Gospel
- Part Six: Wave Of Mutilation

## Hintergrund
Am 15. Mai 2008 erschien der Film erstmals in Deutschland, jedoch lediglich auf DVD.

## Kritiken
„Southland Tales ist ein Zweidreiviertelstunden-Opus, das nach einem zweiten Ansehen verlangt. Kelly strebt, das spürt man, in die hohe Kategorie der ‚Letzten Tage der Menschheit‘, wie zwei andere L. A.-Filme: Ridley Scotts Zukunftsvision Blade Runner hat sich unbeschädigt über 25 Jahre gehalten, von Kathryn Bigelows Strange Days spricht zehn Jahre danach keiner mehr. Das Gefühl nach dem ersten Southland-Eindruck weist eher in die Strange Days-Richtung.“

„Southland Tales ist das Desaster eines Films, der dauernd komisch und cool sein will (Justin Timberlake spielt übrigens einen Soldaten mit total vernarbtem Gesicht), dabei aber nur entsetzlich auf den Nerven seiner Zuschauer herumtrampelt. Doch das vielleicht Erschreckendste an diesem Trash-Klamauk ist, dass sich die Organisatoren in Cannes nicht zu blöd sind, ihn im Wettbewerb zu zeigen. Na ja, es hat halt mal wieder eine französische Firma mitfinanziert.“

„Einen Film wie diesen, bunt und laut und mutig, der sich so rigoros gegen jede gängige Erzählkonvention stemmt, der vor Energie und Humor nur so zu platzen scheint, der seine mitunter grandiosen Ideen dem Zuschauer so rücksichtslos und selbstbewusst entgegenschleudert, so einen Film hat man selten gesehen. Es geht nicht ums Verstehen. Southland Tales ist wie ein Rausch: unberechenbar, streckenweise unerträglich, aber im Ganzen ein faszinierendes Erlebnis. Und danach hat man Kopfschmerzen. Aber das gehört nun mal dazu.“

„Dass Kelly, dessen vorangegangener Erstling „Donnie Darko“ ähnlich ehrgeizige Absichten in Rätselbündeln umsetzen konnte, welche bei denselben Kritikern, die „Southland Tales“ nun ablehnen, noch Zustimmung fanden, sich diesmal außerdem noch viel mehr vorgenommen hat als starke Dichtung – den patriotischsten linken Film der späten Bush-Ära abzuliefern; David Lynch zu zeigen, was eine postlineare Schnitt-Harke ist; ein Comic-Heilmittel gegen die amerikanische Geschichtsmüdigkeit zusammenzukochen und so fort –, lässt ihn in „Southland Tales“ manchmal zwar allzu üppige Wahngebilde aufeinandertürmen. Was er sich damit aufgeladen hat, müsste dem robustesten Altman-Episodenfilm das Rückgrat brechen.“